# Patissa lactealis
Patissa lactealis là một loài bướm đêm trong họ Crambidae.